# Jennifer Egelryd
Jennifer Egelryd, född den 25 juli 1990, är en svensk fotbollsspelare. 
Egelryds moderklubb är Tyresö FF och har senare även representerat Åland United, IK Sirius samt Piteå IF. Egelryd har även representerat U-19, U-20 och Sveriges U23-landslag och tagit VM-silver på U-19 nivå. Egelryd medverkade även i 2015 års upplaga av Robinson - Love Edition som hon vann.

## Klubbkarriär
Egelryd började spela fotboll som 5-åring då hon spelade för Tyresö FFs flicklag. I april 2010 vid en ålder av 19 år så debuterade Egelryd för Tyresös A-lag i en match mot Djurgårdens IF. Hon gjorde i maj samma år sitt första mål för klubben, detta mot AIK. Egelryd spelade den säsongen totalt 19 matcher för Tyresö i Damallsvenskan och stod för 3 mål.
Säsongen 2012 lånades Egelryd under juli månad ut till Åland United Hon spelade där 4 matcher och stod för 4 mål innan hon återvände till Tyresö. Tillbaka i Tyresö blev Egelryd tillsammans med laget svenska mästare.
Den 26 augusti 2013 lånades Egelryd ut till IK Sirius. Den 31 augusti 2013 debuterade hon för Sirius mot Sundsvalls DFF och stod för en målgivande passning. I november 2013 blev Egelryd klar för Piteå IF. Den 3 februari 2015 blev Egelryd klar för seriekonkurrenten AIK. Egelryd debuterade för AIK när hon i seriepremiären hemma mot Kopparbergs/Göteborg FC blev inbytt i den 76:e minuten.
Inför säsongen 2016 återvände Egelryd till Tyresö FF. Säsongen 2019 gjorde hon comeback i Sollentuna FK.

## Landslagskarriär
Egelryd har representerat Sverige i U-19, U-20 och U-23 sammanhang. Säsongen 2009 tog hon tillsammans med U-19 laget ett VM-silver.